# Raveniola chayi
Espèce
Raveniola chayi est une espèce d'araignées mygalomorphes de la famille des Nemesiidae.

## Distribution
Cette espèce est endémique de Chine,. Elle se rencontre au Yunnan à Lijiang et au Sichuan dans le xian de Yanyuan.

## Description
Le mâle holotype mesure 10,30 mm et la femelle paratype 14,75 mm.

## Publication originale
- Li & Zonstein, 2015 : Eight new species of the spider genera Raveniola and Sinopesa from China and Vietnam (Araneae, Nemesiidae). ZooKeys, no 519, p. 1-32 (texte intégral).